# Uzgajanje šuma
Uzgajanje šuma ili silvikultura je šumarska znanost, koja se bavi podizanjem novih šuma, pomlađivanjem i obnovom postojećih šuma, njegom šuma s ciljem proizvodnje kvalitetnih šuma kvalitetne drvne mase i optimalnih općekorisnih funkcija šume.
Prirodne šume pomlađuju se na kraju ophodnje pomoću sjemena, koje padne s krošanja starih stabala na površini, gdje se pomlađuje šuma. Takav način zove se prirodno pomlađivanje. Sjetva sjemena ili sadnja sadnica ispod krošanja starih stabala zove se umjetno pomlađivanje. Pošumljavanje je umjetno podizanje šume na površini, koja je duže vrijeme bila bez šume. To se radi sadnjom sadnica ili sjetvom sjemena. U prirodnim šumama, tlo ima sposobnost prirodne obnove, regeneracije, a na prostorima, gdje nema šume, a želi se posaditi, tlo tek treba steći potrebne kvalitete. 
Uzgojni radovi dijele se na radove jednostavne (pomlađivanje) i proširene (pošumljavanje) biološke reprodukcije šuma. Uvjeti za prirodno pomlađivanje su: dobro plodonošenje sjemenom, povoljni klimatski čimbenici (svjetlost, toplina, vjetar), edafski čimbenici (humus, svojstva tla) i klimatsko-edafski čimbenici (voda, ugljikov dioksid) te biotski čimbenici (mikroorganizmi, gujavice i sl.). 
Pomladna površina je površina na kojoj se radi pomlađivanje, a pomladno razdoblje vrijeme od pripremnog do završnog sijeka šume tj. vrijeme od pojave ponika na pomladnoj površini do doba, kada je novi naraštaj dovoljno sazrio, da nije potrebna zaštita starih stabala, koja se onda sijeku u punoj zrelosti. Naplodno razdoblje je vrijeme od pripremnog do naplodnog sijeka. Prirodno pomlađivanje obično se obavlja u tri sijeka: pripremni, naplodni i dovršni sijek. Ponekad ima i naknadnih sijekova prije dovršnog sijeka. U Hrvatskoj se u 90% šuma obavlja prirodnim pomlađivanje, pogotovo državne šume. 
Njega šuma je skup radova, koji se provodi u šumi kroz cijeli njen ciklus. To su radovi poboljšanja svojstava tla, popunjavanje nedovoljno obraslih površina, njega pomlatka (čišćenje, uklanjanje korova), proreda šuma, zaštita šuma od biotskih i abiotskih štetnika i sl. 
Promjene bitnih elemenata u šumskoj sastojini su: konverzija (prevođenje iz šume niskog uzgojnog oblika – panjače u šumu visokog uzgojnog oblika), supstitucija (zamjena vrsta), rekonstrukcija (obnova sjetvom ili sadnicama iste vrste koja je bila i prije). 
Važan dio uzgajanja šuma su i sjemenarstvo i rasadničarstvo. Sjemenarstvo se bavi šumskim sjemenom i plodovima s težnjom njihove upotrebe u obnovi šuma. Glavna područja sjemenarstva su: proizvodnja sjemena, sakupljanje sjemena, dorada, čuvanje, predsjetvena priprema sjemena i određivanje uporabne vrijednosti sjemena za sjetvu. 
Rasadničarstvo se bavi tehnološko-tehničkim postupcima kojima se proizvode sadnice za pošumljavanje, popunjavanje šuma, osnivanje šumskih plantaža i kultura, sadnju u parkovima, arboretumima i sl. U Hrvatskoj se ponajviše uzgajaju sadnice hrasta lužnjaka, poljskog jasena, crne johe i smreke.